# جی وینبرگ
جی وینبرگ (به انگلیسی: Jay Weinberg) یک نوازنده آمریکایی و درامر سابق گروه هوی متال اسلپ‌نات است. او فرزند مکس واینبرگ (Max Weinberg) درامر است. او تا کنون با گروه پانک راک رِوِلینگ (Reveling) همکاری کرده‌است و در سال ۲۰۰۹ به عنوان درامر با گروه بروس اسپرینگستین اند د ئی استریت بند (Bruce Springsteen and the E Street Band)، به جای پدرش تور برگزار کرد. در سال ۲۰۱۰، او مدت کوتاهی درامر مدبال (Madball) بود. در طول سال‌های ۲۰۱۱ و ۲۰۱۲، وینبرگ با اگینست می! (!Against Me) همکاری می‌کرد. جی واینبرگ از سال ٢٠١۴ تا ٢٠٢٣ درامر گروه اسلیپ نات و جایگزین درامر سابق این گروه جوی جوردیسون بود اما در ۵ نوامبر ٢٠٢٣ گروه اسلیپ نات با انتشار بیانیه ای اعلام می‌کند که راه خود را از جی وینبرگ جدا کرده است. در سال ۲۰۲۴، واینبرگ به عنوان درامر جدید گروه Infectious Grooves و جایگزین Brooks Wacker man معرفی شد و در حال حاضر نیز در گروه Suicidal Tendencies حضور دارد.

## تجهیزات
جی وینبرگ در حال حاضر از ست درام سفارشی اس‌جی‌سی (SJC Drums)، سنجهای زیلجیان، پوست طبل اونس، سخت‌افزار درام ورکشاپ و چوبک طبل ویتر استفاده می‌کند.